# Prasterone sulfate
Prasterone sulfate (tên thương hiệu Astenile, Mylis, Teloin, những người khác), còn được gọi là dehydroepiandrosterone sulfate (DHEA-S), là một tự nhiên androstane steroid được bán trên thị trường và được sử dụng trong Nhật Bản và các nước khác trong việc điều trị không đủ chín cổ tử cung và giãn nở trong khi sinh. Nó là este sulfat của prasterone (dehydroepiandrosterone; DHEA), và được biết là hoạt động như một prohormone của DHEA và bằng cách mở rộng androgen và estrogen, mặc dù nó cũng có hoạt tính riêng như một chất kích thích thần kinh. Prasterone sulfate được sử dụng y tế như muối natri thông qua tiêm và được gọi bằng tên natri prasterone sulfate (JAN).
Prasterone sulfate có sẵn ở Nhật Bản, Ý, Bồ Đào Nha, Argentina và Trung Quốc. Tên biệt dược bao gồm Astenile, Dastonil, Di Luo An, Dinistenile, Levospa, Mylis, Sinsurrene và Teloin.